# Abímelek
Abímelek (hebrejsky: אֲבִימֶלֶךְ, Avimelech), v českých překladech Bible přepisováno též jako Abimelech, je jméno či titul několika biblických postav. Jméno se vykládá jako „Otec (můj je) král“.

## Pelištejský král

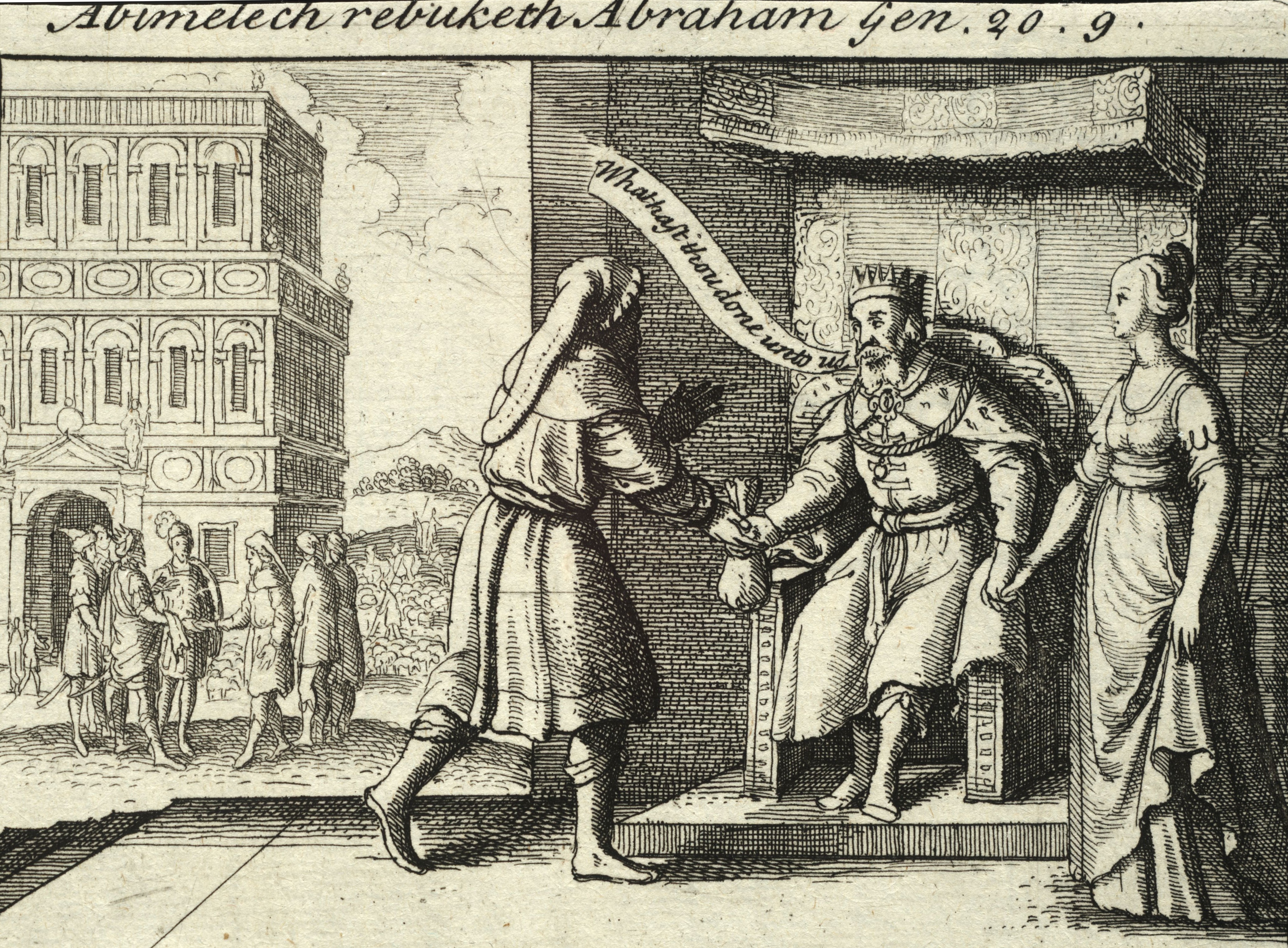
Král Abímelek na rytině Václava Hollara

První zmínka v Bibli o muži tohoto jména se týká pelištejského krále, který vládl ve městě Geraru. V knize Genesis o něm čteme, že poté, co Abrahám vstoupil na jím spravované území, pojal do svého harému Abrahámovu manželku Sáru. Bůh však ve snu Abímeleka pod pohrůžkou smrti varoval, aby se k Sáře nepřibližoval. Abímelek proto Sáru nejen Abrahámovi vrátil, ale vyplatil mu i nemalé odškodnění a dovolil Abrahámovi, aby se usadil kdekoliv v jeho zemi. V Beer-šebě později spolu uzavřeli Abímelek s Abrahámem zvláštní smlouvu, kterou po Abrahámovi ratifikoval i Izák.
Někteří badatelé se domnívají, že výraz „abímelek“ v případě pelištejského panovníka není ani tak jméno, jako spíše titul. Tento titul má v podstatě vyjadřovat, že jeho nositel je vyznavačem starodávného kanaánského božstva, jež je v pořečtěné podobě známé pod označením Moloch. Je-li tomu tak, pak pelištejský abímelek, který uzavřel smlouvu s Izákem, mohl být královským nástupcem abímeleka, který uzavřel smlouvu s Abrahámem, a nemuselo se tedy jednat o jednu a tutéž osobu. Kromě toho jako abímeleka označil David v jednom svém žalmu i pozdějšího krále Akíše, který vládl v pelištejském Gatu.

## Starozákonní soudce
Abímelek je též jméno starozákonního soudce, který soudil syny Izraele po smrti soudce a zároveň svého otce Gedeóna. Podle Davida Ganse Abímelekovo soudcovské období spadá do let 2716–2719 od stvoření světa neboli do let 1046–1042 před naším letopočtem, což odpovídá období tří let, o nichž se kniha Soudců zmiňuje jako o jeho panování.
Údaj o Abímelekově panování v knize Soudců poukazuje na jeho odlišný postoj k úřadu soudce, než měl jeho otec Gedeón, který odmítl, aby byl nad syny Izraele ustanoven za vladaře. Ostatně podle toho také jeho soudcovství vypadalo. Ihned po smrti svého otce totiž nechal pobít 70 svých bratří, z nichž se štěstím v neštěstí přežil jen nejmladší Jótam. Toto provedl s odůvodněním, že je lepší, aby vládl jen jeden muž, tedy on sám, než společně sedmdesát jeho bratrů. Nutno zde podotknout, že jeho averze k ostatním bratřím vyplývala zřejmě z toho, že byl synem jiné ženy, která nebydlela pod stejnou střechou Gedeóna v Ofře, ale která bydlela v Šekemu. Poté, co nechal povraždit své bratry, nechal se v Šekemu ustanovit za krále. Šekemští a obyvatelé jiných měst se však nakonec proti němu vzbouřili. Při pokusu o potlačení vzpoury u jedné věže z ní na něho jakási žena hodila mlýnský kámen, který mu prorazil lebku. Než zemřel, poručil svému zbrojnoši, aby ho probodl svým mečem. Myslel si totiž, že tím zabrání tomu, aby se o něm mluvilo, že ho zabila žena. Po jeho smrti soudil syny Izraele soudce Tóla.